# Hipgnosis
Hipgnosis è stato uno studio fotografico e di grafica specializzato nella creazione di copertine per album musicali.
Hipgnosis era costituita inizialmente da Storm Thorgerson, Aubrey Powell e Peter Christopherson. Il gruppo si sciolse nel 1983 ma Thorgerson lavorò ancora al design per album discografici.

## Storia
Nel 1968 a Thorgerson e Powell fu chiesto, dai loro amici tra i Pink Floyd, se potevano essere interessati alla creazione della copertina per il loro secondo album, A Saucerful of Secrets. Loro accettarono, e fecero un lavoro aggiuntivo per la EMI, includendo fotografie e copertine di album per Free, Toe Fat e The Gods. Essendo studenti di arte e cinema, ebbero la possibilità di utilizzare la camera oscura al Royal College of Art, ma quando finirono la scuola, dovettero dotarsi di attrezzature proprie. Costruirono quindi una piccola camera oscura nella toilette di Powell, ma di lì a poco, nei primi anni settanta, affittarono uno spazio e costruirono uno studio.
Quando iniziarono, Powell e Thorgerson presero il proprio nome da un graffito che avevano trovato sulla porta del loro appartamento. La parola piacque loro non soltanto per l'affinità sonora con "ipnosi", ma anche per la combinazione di due termini contraddittori, "hip" (nuovo e trendy), e "gnosis" (termine relativo a un'antica forma di consapevolezza).
Hipgnosis ebbe un notevole successo nel 1973, con la copertina per The Dark Side of the Moon dei Pink Floyd. Il disco in se stesso ebbe ampio successo, e ciò lo mise nelle mani di milioni di fan, e da allora fu considerata una delle migliori copertine di album di ogni tempo (VH1 la pose al 4 posto, nel 2003). Dopo allora, l'azienda divenne "a richiesta", e creò molte copertine per gruppi di alto profilo come Led Zeppelin, Yes, Genesis, UFO, Peter Gabriel, Emerson, Lake & Palmer e The Alan Parsons Project.
Peter Christopherson si unì a Hipgnosis come assistente, nel 1974, e più tardi divenne un socio a tutti gli effetti. L'azienda, con gli anni, impiegò molti assistenti e altri membri dello staff. Degni di nota furono gli artisti freelance George Hardie, Colin Elgie e Richard Manning.
Da sottolineare il fatto che Hipgnosis non aveva un listino di tariffe per la creazione di una copertina per album, bensì chiedeva agli artisti di "pagare quanto pensavano valesse", una politica che soltanto occasionalmente si rivelò autolesionistica secondo Thorgerson nel suo libro sul design di copertine per album musicali.
Lo studio Hipgnosis iniziò dal collage di fotografie per poi realizzare copertine di dischi dai tratti surreali, fino a dare una svolta a quella che era la produzione grafica di album musicali, la cui importanza stava diventando sempre più rilevante.
Difatti agli inizi del Novecento la copertina veniva concepita esclusivamente come mezzo per proteggere il disco contenuto all’interno. Essa consisteva principalmente in un involucro di carta bianco, forato al centro per far apparire l’etichetta dell’album. Solo con l’avvento degli anni Quaranta si registrano le prime foto (in bianco e nero) degli artisti più famosi poste sopra la copertina. Sempre in questi anni emerge anche Alex Steinweiss, designer considerato il padre della grafica applicata agli album in vinile; proprio lui nel 1939 ha il ruolo di art director della Columbia e inaugura un approccio più colorato e creativo, realizzando opere come quella per la Rapsodia in blu (1923) di George Gershwin. Quando i dischi passarono da 78 a 33 giri, il pubblico adulto ebbe l’esigenza di una copertina che fosse non più solo un involucro per il disco, ma anche una fonte di informazioni riguardanti il disco stesso. Con la “British Invasion” del ‘62, i Beatles i Rolling Stones e i The Animals, tra le altre band inglesi sbarcarono sul mercato statunitense; in particolare i Beatles, consapevoli del potere dell’impatto visivo dato dalle cover, vantarono delle grafiche innovative per i loro LP. Gli anni Sessanta furono caratterizzati da copertine sempre più colorate e da un lettering via via più articolato ed estroso. Questo processo irrobustì il legame tra musica e arte: gli artisti musicali commissionavano le copertine dei propri dischi a fumettisti (come nel caso dell'album Cheap Thrills dei Big Brother & the holding Company, 1968) o a grafici, i quali introducevano spesso elementi surrealisti, citando maestri come Magritte.
In un clima di tali novità nell’ambito della grafica delle copertine, il gruppo Hipgnosis iniziò una sua personale sperimentazione, soprattutto introducendo la solarizzazione dell’immagine: attraverso questo metodo si era in grado di ottenere un effetto molto psichedelico. È così che venne prodotta la copertina di More (1969). Per lo studio Hipgnosis la tecnica era spesso più notevole del contenuto: le loro complesse composizioni fotografiche, oggi molto più semplici da realizzare grazie a programmi di grafica come Paintbox o Photoshop, allora erano molto di gran lunga più impegnative. All’inizio gli esperimenti in camera oscura furono molti: utilizzarono il bianco e nero, i colori, la stampa multipla, la solarizzazione, la stampa in negativo. Molti dei primi lavori degli Hipgnosis furono proprio il risultato di queste sperimentazioni.
La copertina di Ummagumma (1969) fu una rivoluzione sia dal punto di vista fotografico che del concetto alla base della copertina. Di fatto è formata da foto scattate con una macchina 120 Hasselblad, usando un grandangolo ed una pellicola negativa a colori. Queste ultime vennero ricomposte in un collage che rendesse il senso di una dimensione che svanisce, dando l’illusione di entrare fisicamente nella seconda stanza. Questo semplice inganno ottico fu concepito per comunicare come la musica dei Pink Floyd avesse più strati e fosse più complessa e profonda di quella convenzionale.
Gli anni Settanta furono un periodo proficuo per il settore discografico. I primi anni testimoniarono l’esplosione della musica dal vivo, in particolare dei tour in arene e stadi così come li conosciamo oggi (una rarità negli anni Sessanta), oltre alla nascita di mega band. Gruppi come i Led Zeppelin, gli Yes e soprattutto i Pink Floyd, guadagnarono un seguito tale da permettere loro di sperimentare moltissimo: come la musica diventava sempre più concettuale, complessa ed intrigante, così facevano anche le cover. Inoltre, proprio in questi anni si assistette ad una nuova trasformazione del concetto di arte. Questa viene sdoganata grazie alla sua diffusione al pubblico di massa, diventando ormai molto più accessibile: è infatti finalmente possibile la riproducibilità tecnica di un processo artistico che prima era esclusivamente artigianale (e sperimentale). Le copertine degli Hipgnosis devono la loro fama anche all’aspetto enigmatico che le contraddistingue. Nella copertina di Atom Earth Mother (1970) non è presente né il titolo dell’album, né quello degli autori. La mucca posta in primo piano risulta provocatoria e intrigante proprio per il suo aspetto normale ma fuori contesto.
Il capolavoro che coronò la fama degli Hipgnosis è la copertina di The Dark Side of the Moon (1973). La parte grafica del disco venne in realtà realizzata da George Hardie tramite una semplice colorazione meccanica: Hardie disegnò i contorni in bianco e nero e poi furono inseriti i colori. L’idea fu presa da un testo di fisica e il disco fece più di 50 milioni di copie. Storm Thorgerson stesso non riesce a spiegarsi l’enorme successo di quel disco.
Solo pochi anni dopo questo grande successo, più precisamente nel 1979, lo studio di grafici riuscì a creare un altro capolavoro che segnò la storia delle cover di album: la copertina del disco In Through the Out Door (1978) dei Led Zeppelin. Decisero di pubblicare un album la cui copertina fosse avvolta da carta da imballaggio in modo da oscurarla, almeno fino all’acquisto. Per venderne più copie possibili, infatti, si decise di produrre sei grafiche differenti, senza poter mai sapere quale si stesse comprando. Storm Thorgerson diede il suo tocco personale facendo sì che le copertine rappresentassero ognuna la medesima scena (un uomo in un bar che legge una lettera) vista da una prospettiva diversa, ciascuna dal punto di vista di uno dei sei personaggi all’interno del bar. Richard Manning e Aubrey Powell diedero alle immagini scattate un aspetto “vintage”, ma la vera particolarità fu l’idea originale di bagnare l’immagine, facendo sì che il colore seppia si dileguasse, rivelando quello originale.

## Stile
L'approccio di Hipgnosis al design degli album era fortemente orientato alla fotografia, e furono pionieri nell'uso di molte tecniche innovative dal punto di vista visuale e del packaging.
In particolare, le surreali ed elaborate manipolazioni fotografiche di Thorgerson e Powell (che comprendevano tecniche da camera oscura, ritocco con l'aerografo e collage) furono anticipatrici di ciò che, molto tempo dopo, sarebbe stato definito "photoshopping".
Hipgnosis utilizzava prevalentemente apparecchi Hasselblad di medio formato per il proprio lavoro, dal momento che la pellicola quadrata è particolarmente adatta alla produzione di immagini destinate alle copertine degli album.
Un altro tratto distintivo di Hypgnosis consiste nel fatto che molte delle loro immagini di copertina raccontano "storie" direttamente correlate ai testi contenuti nell'album. Dal momento che sia Powell che Thorgerson erano studenti di cinema, utilizzarono spesso i modelli come "attori" e impostarono le fotografie in maniera spiccatamente teatrale. Le copertine di Hypgnosis raramente presentano immagini degli artisti al loro esterno, e per la maggior parte sono in un formato pieghevole che fornisce ampio spazio per le loro sofisticate composizioni.
Molte copertine di Hypgnosis presentano inoltre loghi ed illustrazioni in stile tipicamente "high tech" (spesso ad opera del grafico George Hardie), adesivi, fantasiose copertine interne, ed altre chicche in termini di packaging.

## Copertine
Questa è una lista parziale delle copertine realizzate da Hipgnosis:
Hipgnosis
- 1968 A Saucerful of Secrets • Pink Floyd
- 1969 Ummagumma • Pink Floyd
- 1970 Toe Fat • Toe Fat
- 1970 Cochise • Cochise
- 1970 The Madcap Laughs • Syd Barrett
- 1970 Atom Heart Mother • Pink Floyd
- 1971 Tightly Knit • Climax Blues Band
- 1971 Relics • Pink Floyd
- 1971 Meddle • Pink Floyd
- 1971 Electric Warrior • T. Rex
- 1971 Elegy • The Nice
- 1971 House on the Hill • Audience
- 1972 Obscured by Clouds • Pink Floyd
- 1972 Lunch • Audience
- 1972 Argus • Wishbone Ash
- 1972 Prologue • Renaissance
- 1973 Houses of the Holy • Led Zeppelin
- 1973 You Can't Beat 'em • Audience
- 1973 The Dark Side of the Moon • Pink Floyd
- 1973 Ashes are burning • Renaissance
- 1973 Trilogy • Emerson, Lake & Palmer
- 1974 Past, Present and Future • Al Stewart
- 1974 Thunderbox • Humble Pie
- 1974 The Lamb Lies Down on Broadway • Genesis
- 1974 A nice pair • Pink Floyd
- 1974 Phenomenon • UFO
- 1974 Uno • Uno
- 1974 Bad Company • Bad Company
- 1974 Turn of the cards • Renaissance
- 1974 Poetry In Lotion • Fumble
- 1975 Wish You Were Here • Pink Floyd
- 1975 Force It • UFO
- 1975 The Original Soundtrack • 10cc
- 1975 Straight Shooter • Bad Company
- 1975 Modern Times • Al Stewart
- 1975 Savage Eye • The Pretty Things
- 1975 Cunning Stunts • Caravan
- 1975 HQ • Roy Harper
- 1975 Venus and Mars • Wings
- 1975 Scheherazade and other stories • Renaissance
- 1975 The Winkies • The Winkies
- 1975 Cordon Bleu • Solution
- 1976 Dirty Deeds Done Dirt Cheap • AC/DC
- 1976 Tales of Mystery and Imagination - Edgar Allan Poe • The Alan Parsons Project
- 1976 Jump On It • Montrose
- 1976 The Song Remains the Same • Led Zeppelin
- 1976 Wings at the Speed of Sound • Wings
- 1976 Wings over America • Wings
- 1976 Year of the Cat • Al Stewart
- 1976 How Dare You! • 10cc
- 1976 Presence • Led Zeppelin
- 1976 A Trick of the Tail • Genesis
- 1976 Technical Ecstasy • Black Sabbath
- 1977 I Robot • The Alan Parsons Project
- 1977 Peter Gabriel (I) • Peter Gabriel
- 1977 Burnin' Sky • Bad Company
- 1977 Sammy Hagar • Sammy Hagar
- 1977 Animals • Pink Floyd
- 1977 Deceptive Bends • 10cc
- 1977 Wind & Wuthering • Genesis
- 1977 Going for the One • Yes
- 1978 Pyramid • The Alan Parsons Project
- 1978 Peter Gabriel (II) • Peter Gabriel
- 1978 ...And Then There Were Three... • Genesis
- 1978 Wet Dream • Richard Wright
- 1978 David Gilmour • David Gilmour
- 1978 Pieces of Eight • Styx
- 1978 Tormato • Yes
- 1978 Bloody Tourists • 10cc
- 1978 Time Passages • Al Stewart
- 1978 A Song for All Seasons • Renaissance
- 1978 Back to the Bars • Todd Rundgren
- 1978 Go 2 • XTC
- 1978 Never Say Die! • Black Sabbath
- 1979 Eve • The Alan Parsons Project
- 1979 Live Herald • Steve Hillage
- 1979 In Through the Out Door • Led Zeppelin
- 1979 Lovedrive • Scorpions
- 1979 Desolation Angels • Bad Company
- 1979 Freeze Frame • Godley & Creme
- 1979 Danger Money • UK
- 1980 Caught in the Crossfire • John Wetton
- 1980 Peter Gabriel (III) • Peter Gabriel
- 1980 Difficult to Cure • Rainbow
- 1980 Do They Hurt? • Brand X
- 1981 A Collection of Great Dance Songs • Pink Floyd
- 1981 Freeze Frame • J Geils Band
- 1981 Fictitious Sports • Nick Mason
- 1981 High 'n' Dry • Def Leppard
- 1981 Fun in Space • Roger Taylor
- 1981 Sakuban oai shimasho • Yumi Matsutoya
- 1982 Tug of War • Paul McCartney
- 1982 Eye in the Sky • The Alan Parsons Project
- 1982 Rough Diamonds • Bad Company
- 1982 Coda • Led Zeppelin

Storm Thorgerson
- 1984 Ammonia Avenue • The Alan Parsons Project
- 1985 Vulture Culture • The Alan Parsons Project
- 1987 Alphabet City • ABC
- 1993 Try Anything Once • Alan Parsons
- 1994 The Division Bell • Pink Floyd
- 1994 Live • Alan Parsons
- 1995 The Very Best Live • Alan Parsons
- 1996 On Air • Alan Parsons
- 1999 The Time Machine • Alan Parsons
- 2002 Audioslave • Audioslave
- 2004 A Valid Path • Alan Parsons

Aubrey Powell
- 2014 The Endless River • Pink Floyd